# Karlovec Ludbreški
Karlovec Ludbreški – wieś w Chorwacji, w żupanii varażdińskiej, w gminie Sveti Đurđ. W 2011 roku liczyła 591 mieszkańców.